# Ufag C.1
L'Ufag C.1 est un biplan de reconnaissance de la Première Guerre mondiale.
L'Ufag était long à décoller, lent en ascension, ayant un plafond opérationnel peu élevé,
il avait une vitesse de pointe correcte et une très bonne maniabilité.
Il fut utilisé, là ou ses qualités étaient les plus appropriées et de manière complémentaire au Phönix C.I, en tant que reconnaissance à basse altitude, et pour le réglage et l'appui des pièces d'artilleries.
Sa carrière ne fut cependant pas très longue.